# La Grave
La Grave is een gemeente in het Franse departement Hautes-Alpes (regio Provence-Alpes-Côte d'Azur). De plaats maakt deel uit van het arrondissement Briançon. De gemeente telde 479 inwoners op 1 januari 2022. Het ligt in de streek de Oisans. La Grave is lid van Les Plus Beaux Villages de France.
La Grave is een centrum voor bergbeklimmers en bekend om zijn off-piste en extreme ski mogelijkheden, gelegen bij La Meije.

## Geografie
De oppervlakte van La Grave bedroeg op 1 januari 2022 126,91 vierkante kilometer; de bevolkingsdichtheid was toen 3,8 inwoners per km².
De onderstaande kaart toont de ligging van La Grave met de belangrijkste infrastructuur en aangrenzende gemeenten.

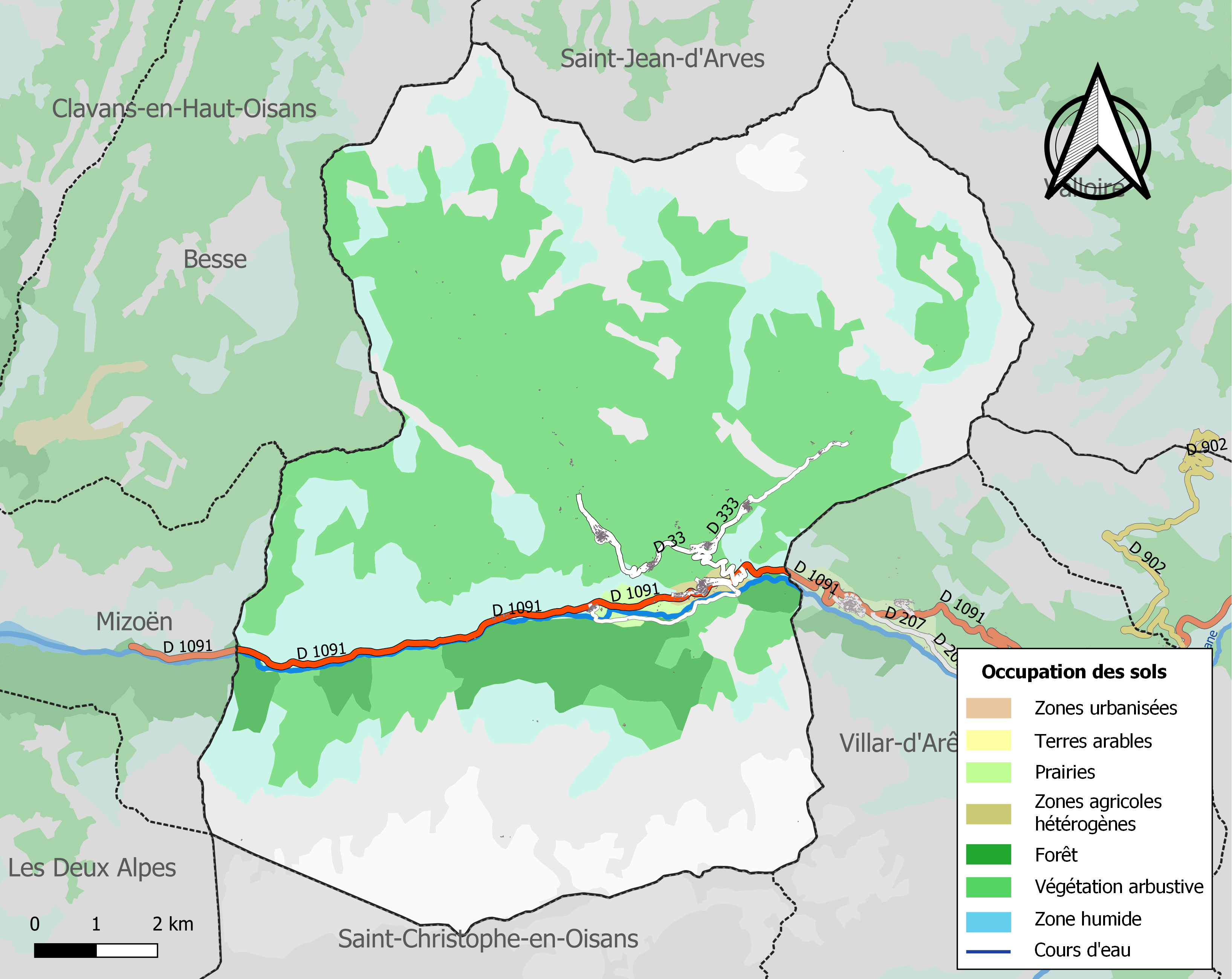

## Toerisme
La Grave is bij uitstek een vertrekpunt voor wandelaars die het hooggebergte willen ontdekken. Vanuit het dorp heeft men zicht op de berg La Meije en de keten van Les Ecrins. Een gondelbaan brengt toeristen in een minimum van tijd tot op 3200 meter in het Nationaal park Les Écrins. Ook voor wielertoeristen is het dorp geen onbekend terrein. La Grave ligt halverwege de klim naar de Col du Lautaret, de poort naar de Col du Galibier en naar Briançon. La Grave ligt ook op het parcours van de Marmotte, een jaarlijkse wielertoeristenmarathon over de Col du Glandon, de Croix-de-Fer, de Télégraphe, de Galibier en de Lautaret met afsluitend de klim naar l'Alpe d'Huez.

## Demografie
Onderstaande figuur toont het verloop van het inwonertal (bron: INSEE-tellingen).
Vanwege een beveiligingsprobleem met de MediaWiki Graph-software is het momenteel niet mogelijk deze grafiek weer te geven. Zodra de software is bijgewerkt zal de grafiek vanzelf weer zichtbaar worden.

## Afbeeldingen

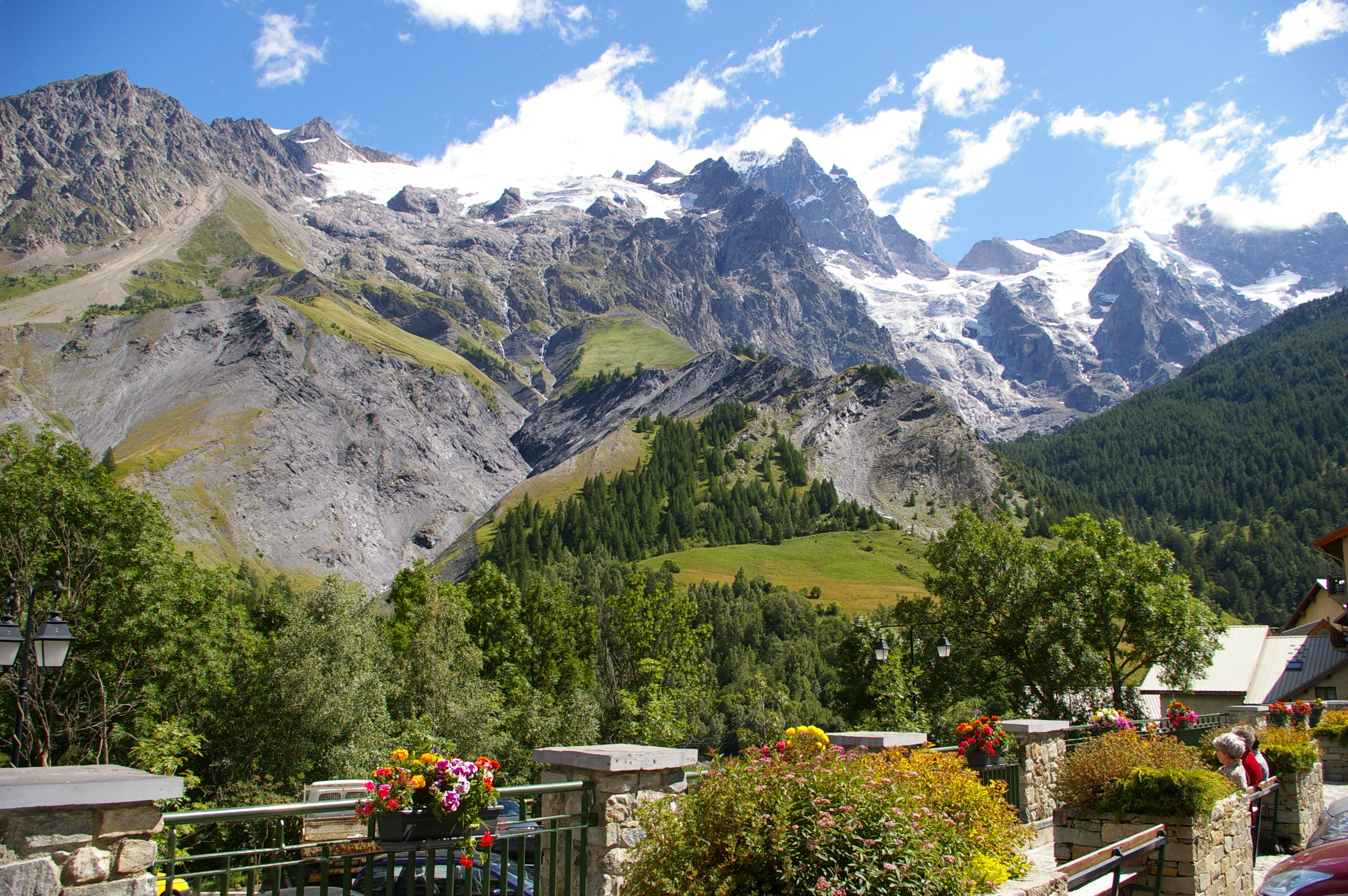
Gezicht op La Meije vanuit het centrum van La Grave
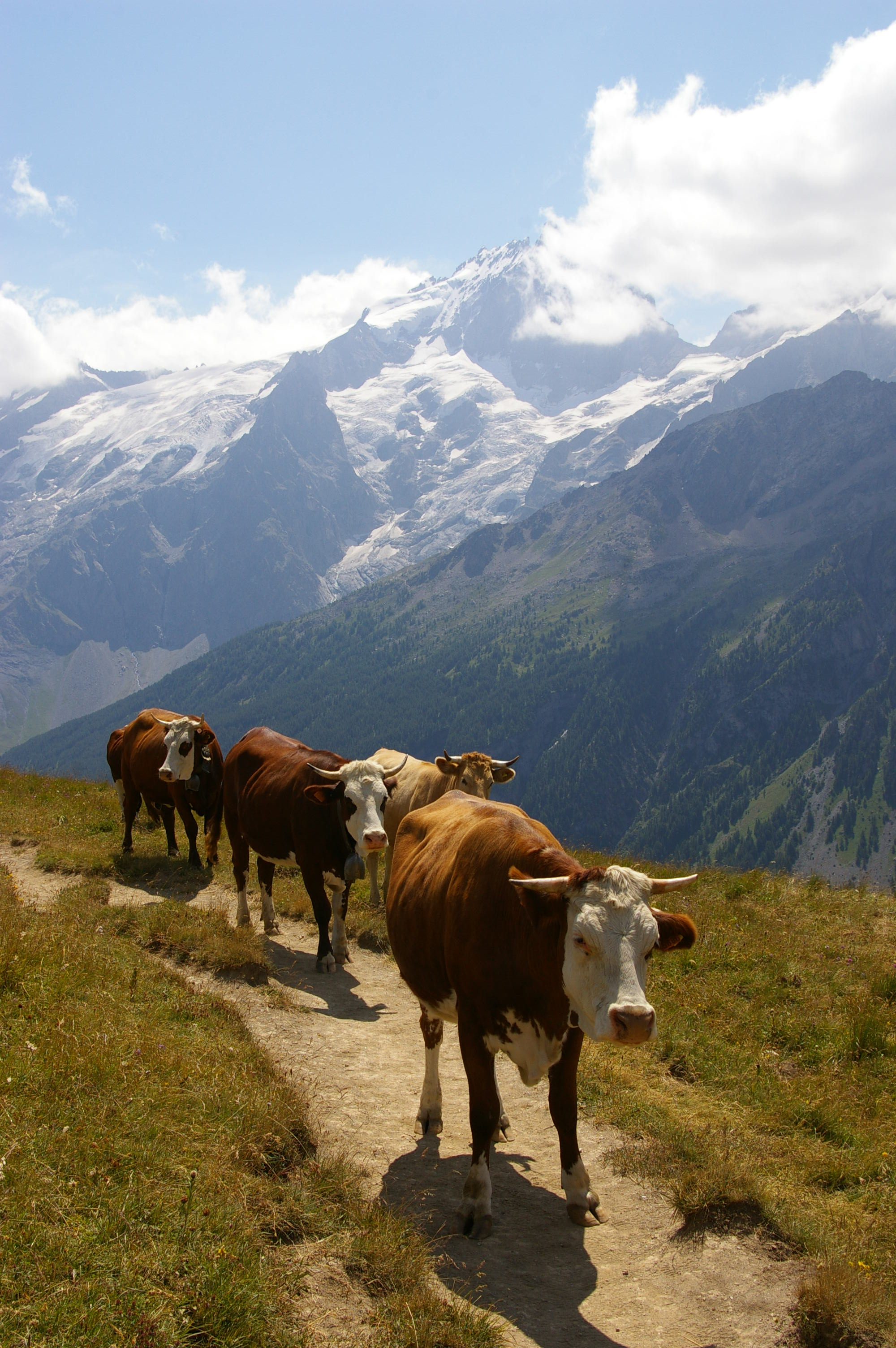
Ontmoeting op de GR 54 in de omgeving van La Grave